# Bengt Sundmark
Bengt Erik Sundmark, född 27 mars 1922 i Kungsholms församling i Stockholm, död  23 oktober 1986 i Upplands Väsby, var en svensk skådespelare.
Bengt Sundmark är begravd på Norslunds kyrkogård i Falun.

## Filmografi (urval)
- 1946 – Harald Handfaste
- 1948 – Lars Hård
- 1948 – Främmande hamn
- 1950 – Anderssonskans Kalle
- 1950 – Rågens rike
- 1951 – Fröken Julie
- 1952 – När syrenerna blomma
- 1952 – En fästman i taget
- 1952 – Ubåt 39
- 1952 – Hon kom som en vind
- 1953 – Kvinnohuset
- 1953 – Flickan från Backafall
- 1953 – Ursula – flickan i finnskogarna
- 1954 – Gula divisionen
- 1954 – Gud Fader och tattaren
- 1954 – Café Lunchrasten
- 1955 – Kärlek på turné
- 1955 – Resa i natten
- 1955 – Finnskogens folk
- 1957 – En drömmares vandring
- 1957 – Prästen i Uddarbo
- 1957 – Vägen genom Skå
- 1960 – Domaren
- 1974 – Det sista äventyret

## Teater

### Roller
| År   | Roll | Produktion                        | Regi           | Teater            |
| ---- | ---- | --------------------------------- | -------------- | ----------------- |
| 1953 |      | Hertiginnan regerar Eugene Scribe | Brita von Horn | Dramatikerstudion |

### Fotnoter
1. ↑  ”Bengt Sundmark”. Svensk Filmdatabas. http://sfi.se/sv/svensk-filmdatabas/Item/?type=PERSON&itemid=62786&ref=%2ftemplates%2fSwedishFilmSearchResult.aspx%3fid%3d1225%26epslanguage%3dsv%26searchword%3dbengt+sundmark%26type%3dPerson%26match%3dBegin%26page%3d1%26prom%3dFalse. Läst 16 augusti 2012.
2. ↑  SvenskaGravar
3. ↑  ”Teater Musik Film: Premiärkväll i Stora Mellösa”. Dagens Nyheter:  s. 12. 26 oktober 1953. http://arkivet.dn.se/arkivet/tidning/1953-10-26/290/12. Läst 12 mars 2016.